# Hadâmbu
Hadâmbu – wieś w Rumunii, w okręgu Jassy, w gminie Mogoșești. W 2011 roku liczyła 1171 mieszkańców.